# حيوية حضرية
الحيوية الحضرية (بالإنجليزية: Urban vitality) هي جودة المساحات في المدن التي تجذب أشخاص متنوعين من أجل ممارسة أنشطة مختلفة في فترات زمنية متنوعة. توصف المناطق في المدينة ذات الحيوية العالية بالحيّة والنابضة بالحياة، وذات مقومات تجذب الناس للقيام بأنشطتهم أو التجول أو البقاء فيها. ومع ذلك، تصد المناطق ذات الحيوية المنخفضة الناس ويمكن وصفها بأنها غير آمنة.
مؤشر الحيوية الحضرية هو مقياس لهذه الجودة وفي السنوات الأخيرة أصبح أداة أساسية لتخطيط السياسات الحضرية، وخاصة للتدخل في المساحات ذات الحيوية المنخفضة. بالإضافة إلى ذلك، يستخدم لإدارة المساحات ذات الحيوية العالية بشكل صحيح، حيث يمكن أن يؤدي نجاح بعض المناطق إلى التحسين والسياحة المفرطة التي على الرغم من ذلك تقلل الحيوية التي جعلتها شعبية في المقام الأول.
يعتمد مفهوم الحيوية الحضرية على مساهمات جاين جاكوبز، لا سيما تلك من أكثر أعمالها تأثيراً موت وحياة المدن الأمريكية الكبرى [الإنجليزية]. فقد انتقدت جاكوبز في الستينيات العمارة الحديثة والعقلانية التي دافع عنها روبرت موزس أو لو كوربوزييه والتي كان بطلها مركبة ذات محرك. وجادلت بأن هذه الأنواع من التخطيط الحضري أغفلت وأفرطت في تبسيط تعقيد الحياة البشرية في مجتمعات متنوعة. كما عارضت برامج التجديد الحضري واسعة النطاق التي أثرت على أحياء بأكملها وشيدت طرقًا سريعة عبر المدن الداخلية. وبدلاً من ذلك، دعت إلى تطوير تنمية متعددة الاستخدامات لمدينة متراصة وشوارع يمكن المشي فيها، ذات المراقبة الطبيعية [الإنجليزية] لمنع الجريمة من خلال مراعاة التصميم البيئي.
حالياً، يعاد تقييم مفهوم الحيوية الحضرية، وإعطاء قيمة جديدة لعمران البحر الأبيض المتوسط وتاريخه، حيث تكون المساحات العامة والمشاة والساحات ذات أهمية كبيرة كمراكز للتفاعل والتماسك الاجتماعي، وذلك في المعارضة للعمران الأنجلوسكسوني الذي يركز على البنية التحتية الحضرية الكبيرة والمسافات الطويلة وتحديد السيارات كمركز للحياة الحضرية.

## شروط حيوية حضرية عالية
توفير ظروف ملائمة لتحقيق الحيوية الحضرية العالية يتطلب عدة عوامل وشروط، من بينها:
- تنوع استخدامات المساحة التي يمكن أن تجذب أنواعًا مختلفة من الأشخاص للقيام بأنشطة متنوعة وفي أوقات مختلفة، مما يجعل المساحة مشغولة باستمرار ويحسن أمنها.
- فرص الاتصال الشخصي مع المربعات السكنية والمباني والمساحات المفتوحة غير الكبيرة جدًا، لأنها تقلل من عدد التقاطعات المحتملة والتفاعلات الاجتماعية.
- تنوع المباني ذات الخصائص والأعمار المختلفة، مما يسمح للأشخاص ذوي القدرة الشرائية المختلفة بالعيش في جميع مناطق المدينة، وتجنب تكوين أحياء الغيتو.
- كثافة سكانية عالية، والمناطق السكنية ضرورية لجذب أنواع أخرى من النشاط.
- إمكانية الوصول لجميع الأشخاص دون الاعتماد على وسائل النقل الخاصة، مع كون وصول المشاة هو الأهم، لأنه الأكثر ديمقراطية واستدامة ورخيص، يليه الوصول بالدراجة ووسائل النقل العام.
- المسافة إلى عناصر الحدود، مثل المباني الكبيرة أو الطرق الدائرية أو مسارات القطارات السطحية أو المتنزهات الحضرية الكبيرة التي لا تشجع على استخدام الشارع.

## مقالات ذات صلة
- مدينة الخمس عشرة دقيقة
- التخطيط الحضري الأخضر
- علم البيئة البشرية
- مقياس إنساني
- حضرية جديدة
- تمدن تكتيكي
- تصميم عمراني
- علم البيئة الحضري
- جغرافيا حضرية
- سياحة مفرطة